# Stereophyllum
Stereophyllum Heydrich, 1904  é o nome botânico  de um gênero de algas vermelhas pluricelulares da família Hapalidiaceae, subfamília Melobesioideae.

## Sinonímia
- Mesophyllum Marie Lemoine, 1928

## Espécies
Apresenta 1 espécie:
- Stereophyllum expansum (Philippi) Heydrich, 1904

= Mesophyllum expansum (Philippi) Cabioch & Mendoza 2003